# 加刷
加刷（かさつ、英語:Overprint）とは、印刷されている切手ないし官製はがき、紙幣、収入証紙などに、何らかの理由により文字や図案などを重ねて印刷されたものである。特に、切手の場合には加刷切手と呼ばれる。
また、切手の額面を改訂するために印刷版に改訂額面を付け加えて新たに印刷した場合には、「添刷」と呼ばれることもある。

## 概要
完成している切手や紙幣に対し加刷されるのは、当初印刷された当時の目的が変わったためであるが、次のような理由でなされる場合がある。

### 額面改訂
新規に切手を印刷するのが間に合わないなどの理由で、在庫の切手に新額面を重ねて印刷する場合がある。
第一次世界大戦直後のドイツ（ヴァイマル共和政のハイパーインフレーション）や国共内戦時の中華民国などで、インフレーションにより郵便料金が急激に値上がりしたことから、新料金の加刷が行われたケースがある。

### 占領切手
戦時下で占領軍が被占領国の切手を接収し、自国の国名などを加刷する場合がある。
日本が第二次世界大戦（太平洋戦争）で東南アジアを占領した初期に現地の切手に日本語で加刷した切手（南方占領地切手）や、朝鮮戦争で韓国を占領した北朝鮮の朝鮮人民軍が加刷したケースなどがある。

### 記念切手
既に発行されている切手に、記念する文字や図案を加刷することで、新しい記念切手として発行する場合がある。これらは記念切手を図案作成から行うよりも早く発行できる利点がある。その一方で加刷切手のほうが希少となった場合には容易に偽造されやすいという欠点もある。
また加刷切手のなかには、従来から印刷されている切手に文字を組み込んで新規に印刷される場合がある。日本では1942年に発行されたシンガポール陥落記念切手は、普通切手に文字と寄附金を組み込んだ切手であった。また1961年の郵便90年記念切手は前島密が描かれた1円普通切手の刷色を変更したうえで、額面の1の隣に0を加え10円とし、「郵便90年記念」の文字を加えたものであった。

### 見本切手・見本官製はがき
郵便局などに商品見本や真贋鑑別用の目的として「みほん」と加刷した見本切手や見本官製はがきが配布されることがあるが（ただし見本切手は2002年度まで）、これは切手やはがきとして印刷されたものに加刷される場合が多い。

### 政権交代
政権が交代したことを機に、切手や紙幣に対して何らかの加刷が行われる場合がある。イランでは革命で王政が打倒された時に旧政権が発行していた切手や紙幣の国王の肖像を塗り潰したが、このような事例は世界各国である。
また1946年には、米軍占領下の韓国で、米軍当局が在庫として残されていた日本切手に朝鮮語を加刷したものを発行しているが、これは前述の占領切手と同様に独立などで統治者が変わったために行われたものである。

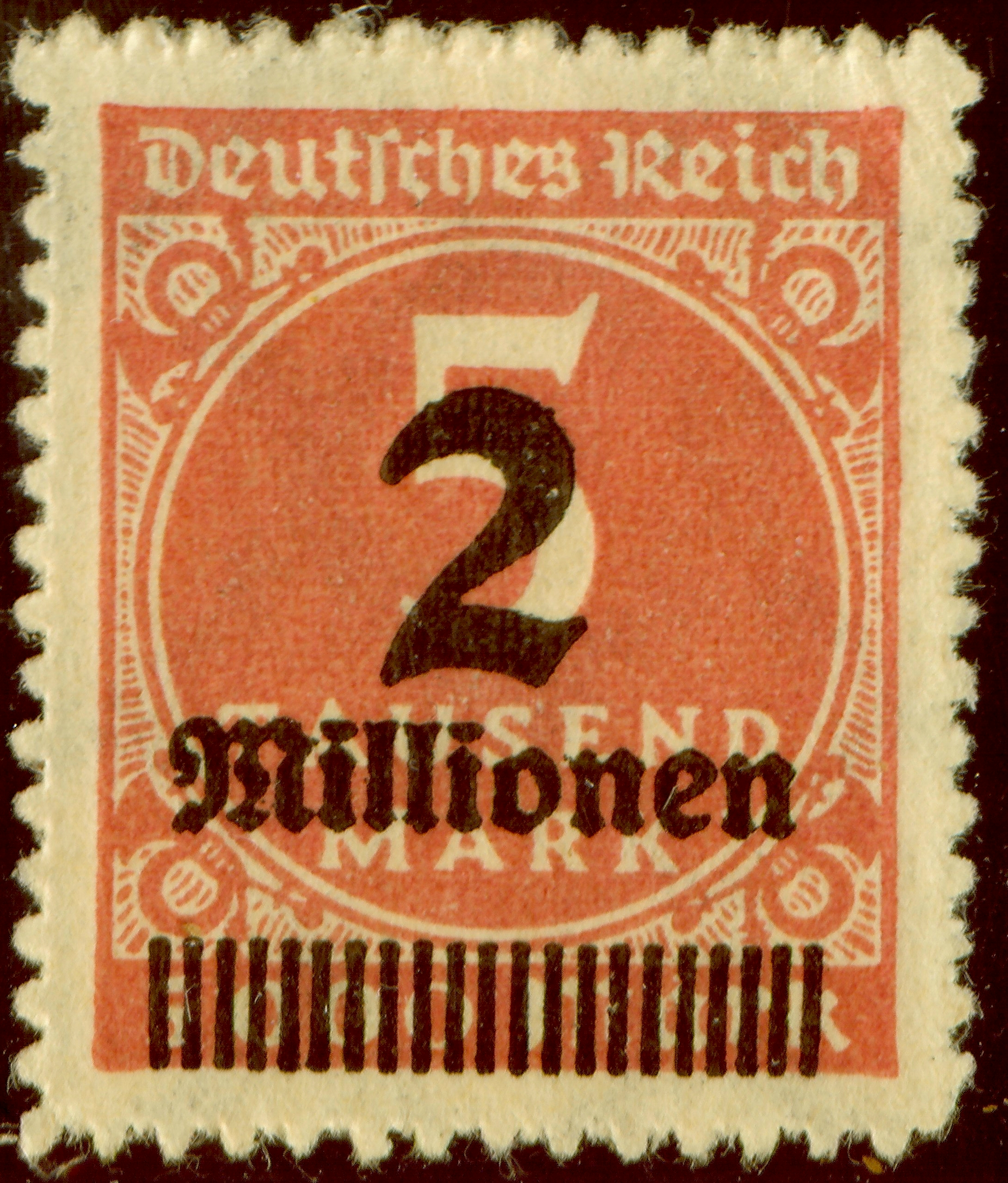
5000マルク切手に200万マルクと加刷されたドイツ切手（1922年）
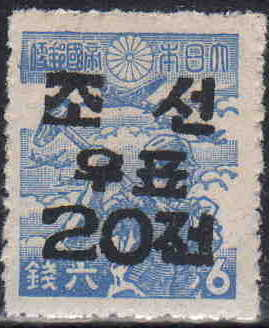
南朝鮮（現在の大韓民国(韓国)）を占領した米軍が日本切手に加刷して発行した20チョン切手（1946年）